# Sergio Campanato
Sergio Campanato (Venezia, 17 febbraio 1930 – Pisa, 1º marzo 2005) è stato un matematico italiano.

## Biografia
Laureatosi in matematica e fisica presso l'Università di Modena nel 1954 con Mauro Pagni, discutendo la tesi “teoremi di completezza relativi all'equazione del calore e questioni connesse”, già nel 1956, divenuto assistente di Enrico Magenes nell'Università di Genova, riferiva l'esito delle ricerche “Sul problema di M. Picone relativo all'equilibrio di un corpo elastico incastrato” e “Sui problemi al contorno relativi al sistema di equazioni differenziali dell'elastostatica piana”. Successivamente, e dopo un breve insegnamento nell'Università di Bari, fu chiamato da Alessandro Faedo a Pisa, nel 1964, a ricoprire la cattedra di analisi matematica nel momento in cui Faedo, riunendo alcuni fra i maggiori matematici italiani, dava un nuovo impulso all'ateneo pisano.
Infatti unitamente a Campanato, Faedo era riuscito a far arrivare a Pisa: Federico Cafiero (allievo di Renato Caccioppoli), Aldo Andreotti, Jacopo Barsotti, Enrico Bombieri, Gianfranco Capriz, Ennio De Giorgi, Giovanni Prodi, Guido Stampacchia con il quale Campanato ebbe una feconda collaborazione, ed Edoardo Vesentini.
Dal 1975 fino al 2000 ha insegnato pure analisi non lineare nella Scuola normale superiore di Pisa. Ha collaborato con molti docenti e ricercatori delle varie università italiane, fra cui, in particolare, quella di Catania.
"Per le sue ricerche nell'ambito delle equazioni e dei sistemi di equazioni a derivate parziali, e in particolare per i difficili problemi da lui risolti nel campo della regolarizzazione negli spazi di Morrey-Campanato delle soluzioni di sistemi non lineari l'Accademia Nazionale dei Lincei gli ha conferito il Premio Linceo per la matematica per il 1985 nominandolo suo socio."
Nel 2000 si è tenuto un convegno in suo onore sulle equazioni differenziali alle derivate parziali, in occasione del suo settuagenario, presso la Scuola normale superiore di Pisa.
Sergio Campanato muore a Pisa, il 1º marzo 2005.
Nel 2006, a un anno dalla sua morte, la Scuola internazionale di matematica “G. Stampacchia” ha organizzato in Erice, in collaborazione con il Centro Ettore Majorana, il convegno Variational Analysis and partial differential equations, dedicandolo alla sua memoria.

## Gli spazi di Campanato (o Morrey-Campanato spaces)
Sergio Campanato, nei primi anni '60, introdusse particolari spazi di funzioni integrabili secondo Lebesgue, denotati con L(p,λ), inizialmente per lo studio delle questioni di esistenza e regolarità per le equazioni differenziali a derivate parziali di tipo ellittico e parabolico di II ordine, e poi utilizzati anche per lo studio di equazioni lineari di tipo non variazionale a coefficienti hölderiani, spazi che hanno fornito, tra l'altro, nuovi metodi di studio delle equazioni differenziali a derivate parziali e di approccio alle relative problematiche.

## Opere
- Sui problemi al contorno relativi al sistema di equazioni differenziali dell'elastostatica piana. Rend. Sem. Mat. Univ. Di Padova 1956 XXV pp. 307–342
- Osservazioni sul problema di trasmissione per equazioni differenziali lineari del secondo ordine, Edizioni dell'Università di Genova, 1960.
- Sergio Campanato, Guido Stampacchia, Sulle maggiorazioni in Lp nella teoria delle equazioni ellittiche, Bollettino dell'Unione Matematica Italiana, Serie 3, Vol. 20 (1965), n.3, p. 393–399. Bologna, Zanichelli, 1965.
- Lezioni di analisi matematica, Pisa, Libreria scientifica Giordano Pellegrini, 1966.
- Sistemi ellittici in forma divergenza: regolarità all'interno, Pisa, edizioni della Scuola Normale Superiore, 1980.
- Regolarità Hölderiana parziale delle soluzioni di una classe di sistemi ellittici non lineari del secondo ordine, Bari, Laterza, 1982:
- Recent regularity results for H1,q-solutions on non linear elliptic systems, Volume 186 di Conferenze del Seminario di matematica dell'Università di Bari, Bari, Laterza, 1983.
- Teoria ... [L] e sistemi parabolici non lineari, Volume 196 di Conferenze del Seminario di Matematica dell'Università di Bari, Bari Laterza, 1984.
- Non variational basic parabolic systems of second order-(Sistemi parabolici base non variazionali del 2º ordine), in: Atti dell'Accademia Nazionale dei Lincei. Classe di Scienze Fisiche, Matematiche e Naturali. Rendiconti Lincei. Matematica e Applicazioni Serie 9 2, fasc. n.2, p. 129-136, 1991.
- Attuale formulazione della teoria degli operatori vicini e attuale definizione di operatore ellittico, Le Matematiche, Vol. LI (1996) – Fasc. II, pp. 291-–298, 1996.